# Chester Nimitz
Chester William Nimitz (Fredericksburg (Texas), 24 de febrer de 1885 - 20 de febrer de 1966) va ser Comandant en Cap de la Flota del Pacífic de les Forces Navals estatunidenques, així com el Comandant en Cap de totes les forces Aliades al Teatre del Pacífic durant la Segona Guerra Mundial. Fou almirall de la Flota de la Marina dels Estats Units i rebé la Gran Creu de l'Orde del Bany. Era la màxima autoritat en matèria de submarins de la Marina dels Estats Units, així com el Cap de l'Oficina de Navegació de l'Armada el 1939. serví com a Cap d'Operacions Navals entre 1945 i 1947. Va ser el darrer Almirall de la Flota dels Estats Units supervivent.

## Biografia
Chester W. Nimitz era un germano-americà, fill de Chester Bernhard i Anna (Henke) Nimitz. El seu pare va morir abans que ell nasqués. El jove Chester es va sentir molt influenciat pel seu avi, Charles H. Nimitz, antic mariner mercant alemany, que li ensenyà que "el mar, com la vida en si, és molt complicat. La millor manera d'aconseguir tot allò que vols és aprendre tot allò que puguis; fer-ho tot tan bé com puguis i no t'amoïnis per allò que escapi al teu control". La seva casa natal fou convertida en un museu.
El jove Nimitz esperava ingressar a l'Acadèmia Militar dels Estats Units a West Point (Nova York) i ser oficial de l'Exèrcit; però no hi havia places disponibles. El seu congressista, James L. Slayden, li va dir que tenia una plaça disponible per a la Marina i que la concediria al candidat millor qualificat. Nimitz sentí que aquesta seria la seva única oportunitat per tenir una educació millor i estudià més per aconseguir el nomenament. El 1901 ingressà a l'Acadèmia Naval dels Estats Units del dotzè districte del Congrés de Texas, graduant-se amb distinció el 30 de gener de 1905, sent el 7è d'una promoció de 114.

## Carrera militar

### Inicis
Va ser destinat al cuirassat Ohio (BB-12) a San Francisco, amb el qual navegà fins a l'Extrem Orient. El setembre del 1906 va ser destinat al Baltimore (C-3); i, el 31 de gener de 1907, després dels dos anys de servei al mar requerits, va rebre el despatx d'Alferes. Restà a l'estació Asiàtica, servint successivament al Panay, al Decatur i al Denver.
Amb 22 anys, i servint com a alferes a les Filipines comandant el destructor Decatur (DD-5), va viure un dels pitjors moments de la seva carrera quan durant una fosca nit va embarrancar. Tot i que mai no van haver documents ni declaracions en què es pogués confiar del fet, va ser sotmès a un consell de guerra i condemnat per arriscar amb una nau de la marina i per una suposada negligència al no rellevar al comandant. Si bé això podia significar el final de la seva carrera militar, anys després aconseguí guanyar-se el respecte del consell.
Nimitz tornà als Estats Units amb el USS Ranger, quan va ser convertit en un vaixell escola, i el gener de 1909 inicià la instrucció a la Primera Flotilla de Submarins. Al maig rebé el comandament de la flotilla, amb deures addicionals com a comandant del Plunger, posteriorment anomenat "A-1". Comandà el Snapper (després anomenat C-5), quan va ser posat en servei el 2 de febrer de 1910, i el 18 de novembre de 1910 va assumir el comandament del Narwhal (després "D-1"). A més tingué deures addicionals des del 10 d'octubre de 1911 com a Comandant de la 3a Divisió de Submarins de la Flota Torpedinera de l'Atlàntic. El novembre de 1911 va ser destinat a la Boston Navy Yard, per assistir també el comandament del Skipjack, que va ser reanomenat "E-1" des del 14 de febrer de 1912. El 20 de març de 1912 rescatà al bomber de 2a W. J. Walsh d'ofegar-se.
Després de comandar la Flotilla Submarina de l'Atlàntic entre maig de 1912 a març de 1913 va supervisar la construcció dels motors dièsel del petroler Maumee, sota la construcció de la New London Ship and Engine Building Company, de Groton, Connecticut.
Nimitz es casà amb Catherine Vance Freeman el 9 d'abril de 1913 a Wollaston, Massachusetts.

### Primera Guerra Mundial
A l'estiu de 1913, Nimitz va estudiar motors, i especialment el motor dièsel a Nuremberg (Alemanya) i a Gant (Bèlgica). De retorn als Estats Units, esdevingué Oficial Executiu del Maumee i Enginyer el 23 d'octubre de 1916. El 10 d'agost de 1917, Nimitz esdevingué ajudant del Contraalmirall Samuel S. Robinson, comandant de la Flota de Submarins de l'Atlàntic. El 6 de febrer de 1918 va ser nomenat Cap de l'Estat Major, rebent una Carta de Recomanació pel seu servei meritori com a Cap de l'Estat Major de la Flota Submarina de l'Atlàntic. El 16 de setembre de 1918 va ser destinat a l'Oficina del Cap d'Operacions Navals, i el 25 d'octubre de 1918 rebé deures addicionals com a Membre Superior del Disseny de Submarins.

### Període d'entreguerres
Entre maig de 1919 i juny de 1920 serví com a oficial executiu del South Carolina. D'allà passà a comandar el Chicago, amb deures addicionals com a comandant de la 14 Divisió de Submarins amb base a Pearl Harbor. De retorn al continent a l'estiu del 1922 estudià a l'Acadèmia Naval de Newport, Rhode Island, i al juny de 1923 esdevingué Ajudant i Assistent del Cap de l'Estat Major del Comandant de la Flota de Guerra, i posteriorment del Comandant en Cap de la Flota dels Estats Units. L'agost de 1926 va estar a la Universitat de Califòrnia, Berkeley, per establir el primer Cos d'entrenament d'Oficials Navals en la Reserva.
Nimitz va perdre part d'un dit en un accident amb un motor dièsel; a més de patir una severa infecció d'oïdes, que li provocà una sordera gairebé total. Ho compensà aprenent a llegir els llavis.
Al juny de 1929 va passar a comandar la 20a Divisió Submarina. Al juny de 1931 assumí el comandament del Rigel, a San Diego, Califòrnia. A l'octubre de 1933 passà a comandar el Augusta, desplegant-la cap a l'Extrem Orient, on al desembre l'Augusta esdevingué el vaixell insígnia de la Flota Asiàtica. A l'abril de 1935 tornà als Estats Units per ser Assistent del Cap de l'Oficina de Navegació, abans d'esdevenir comandant de la 2a Divisió de Creuers. Al setembre de 1938 esdevingué el comandant de la 1a Divisió de Cuirassats; i el 15 de juny de 1939 va ser nomenat Cap de l'Oficina de Navegació.

### Segona Guerra Mundial
El nom de Nimitz havia sonat amb força durant 1940 pel comandament de la Flota del Pacífic. Deu dies després de l'Atac a Pearl Harbor el 7 de desembre de 1941, Nimitz va ser nomenat Comandant el Cap de la Flota del Pacífic (CinCPAC), amb rang d'Almirall, efectiu des del 31 de desembre. Quan arribà a Pearl Harbor el 24 de desembre i anava amb una llanxa pel port, va poder observar com encara s'extreien cadàvers dels vaixells que hi havia al fons del port. Tot i assumir el comandament en el període més crític de la guerra del Pacífic, l'almirall Nimitz, tot i les pèrdues sofertes a Pearl Harbor i l'escassetat de vaixells, avions i subministraments, organitzà les seves forces per aturar l'avanç de l'Imperi japonès. Una de les qualitats més importants que el van fer arribar a l'èxit va ser la lleialtat mútua que compartia amb el seu personal, especialment amb l'almirall Kimmel, al qual no va culpar per no substituir-lo al comandament després del desastre, recordant que havia estat condemnat pel mateix motiu.

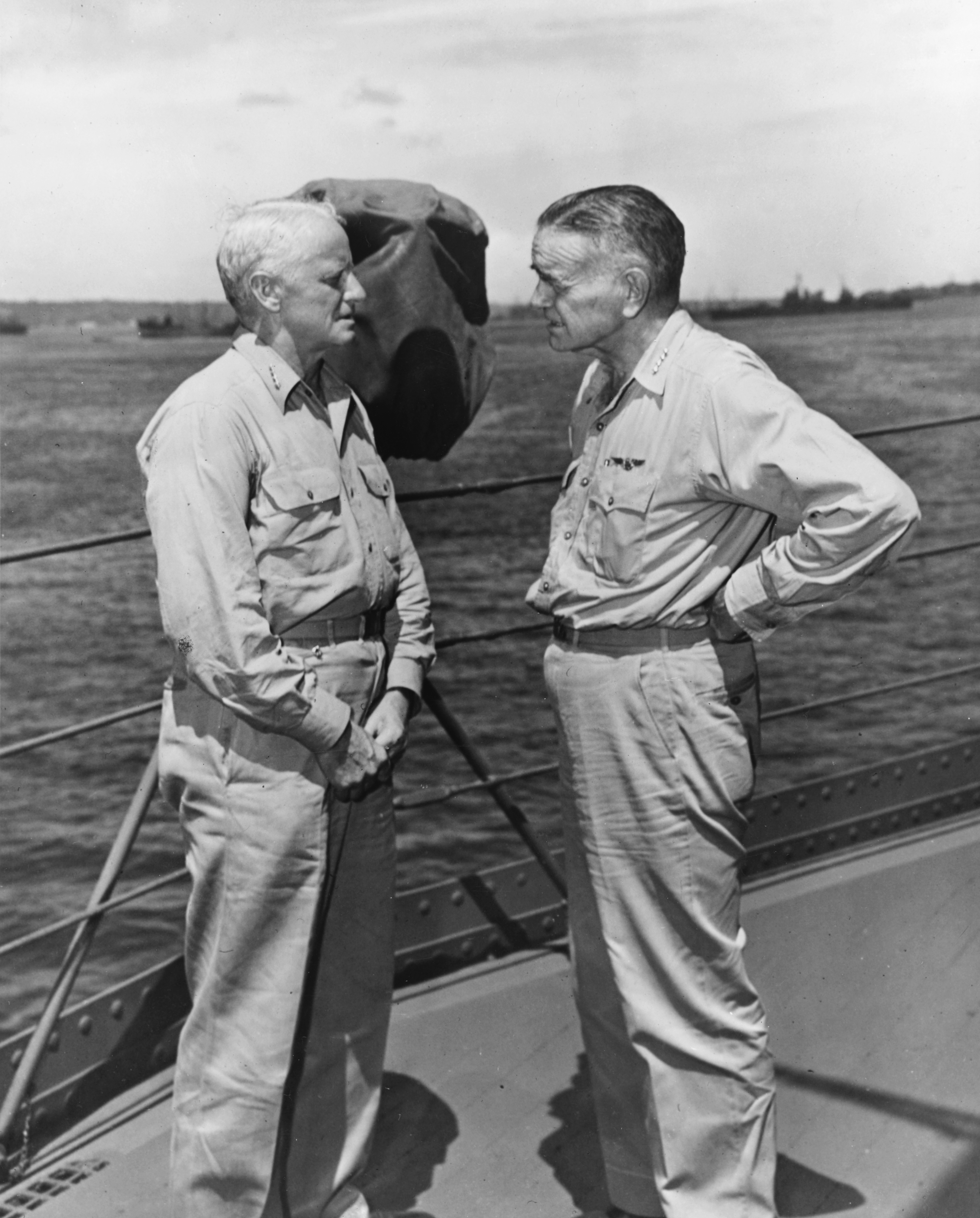
Nimitz amb l'almirall Halsey

El 24 de març de 1942 la recentment formada Junta Combinada d'Estats Majors Anglo-Americana van presentar una directiva designant el Teatre del Pacífic una àrea de responsabilitat estratègica americana. Sis dies després, tot i violar clarament el principi d'unitat de comandament, la Junta de Caps d'Estat Major americana va dividir el teatre en 3 zones: Àrees de l'Oceà Pacífic (POA), l'Àrea del Sud-oest del Pacífic (SWPA, comandat pel General MacArthur i l'Àrea del Sud-est del Pacífic. La Junta de Caps d'Estat Major van nomenar a Nimitz com a Comandant en Cap de les Àrees de l'Oceà Pacífic (CinCPOA), amb control operatiu sobre totes les unitats aliades (de terra, mar i aire) a la zona.
Nimitz s'enfrontà al desafiament de reconstruir una flota desmoralitzada i de protegir els interessos estatunidencs al Pacífic. Tot i el desastre de Pearl Harbor, la flota submarina i el braç aeri de la Marina seguien intactes. Per restablir la moral i mantenir l'equilibri amb els japonesos, Nimitz, un antic membre del cos de submarins i expert en aquesta arma, ordenà una guerra submarina sense restriccions contra Japó. Amb el suport de l'almirall King, començà a planificar accions ofensives basant-se en l'atac de portaavions. En aquells moments, molts alts oficials navals pensaven que era massa arriscat pels portaavions que ataquessin contra bases terrestres ben defensades. El màxim almirall de portaavions, William Halsey recolzà a Nimitz i s'oferí a comandar ell mateix els primers atacs. Aquests van portar ben poc en termes estratègics, però van ser extremament importants per aixecar la moral de la flota, atorgar experiència als seus membres i provar i desenvolupar tàctiques.
Tan aviat com els vaixells, els homes i el material esdevingué disponible, Nimitz passà a l'ofensiva i derrotà la marina japonesa a les batalles del Mar del Corall i de Midway, així com a la campanya de les Salomó.
L'èxit en la captura de les Gibert i les Marshall demostrà com uns portaavions veloços podien recolzar les invasions amfíbies en grans operacions. Nimitz llavors planejà atacar les Marianes per tal de disposar d'una base des d'on atacar el sol japonès. Palau i les Filipines vindrien a continuació. Nimitz defensà passar les Filipines en favor d'atacar Formosa. Problemes logístics i la influència política de MacArthur van persuadir a Roosevelt a dir-li a Nimitz que es preparés per envair les Filipines. Mitjançant una acta del Congrés del 14 de desembre de 1944 s'establí el rang d'Almirall de la Flota com a rang màxim de la Marina i, l'endemà, el President Franklin Roosevelt promogué a Nimitz a aquell rang... un rang que el feia igual a MacArthur. Posteriorment va ser designat pel càrrec amb el consentiment del Senat dels Estats Units, que li prengué jurament el 19 de desembre de 1944.
Amb consulta al President, Nimitz aprovà l'Operació contra Yamamoto, que significà eliminar el seu contrapunt, l'Almirall Yamamoto com a peça vital de la maquinària bèl·lica del Japó al febrer de 1943.

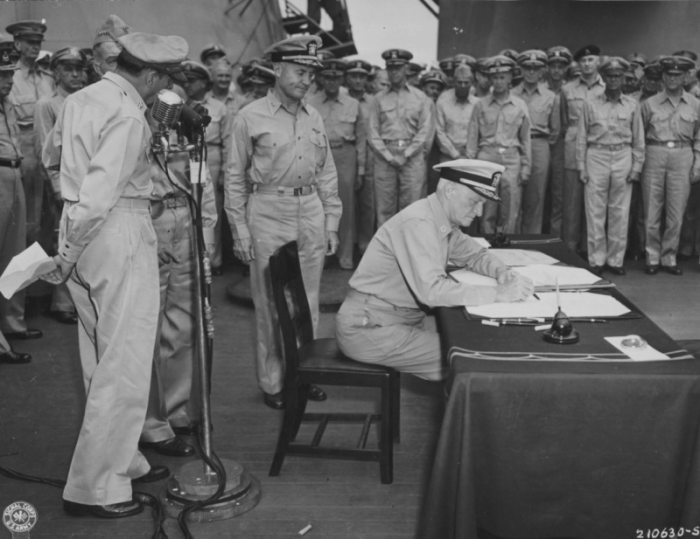
Bahia de Tokio. Rendició del Japó a bord del USS Missouri. L'Almirall Chester Nimitz, representant als Estats Units, signa el document de la rendició

A les fases finals de la guerra al Pacífic, atacà les Illes Marianes, infligint una derrota decisiva de la flota japonesa a la batalla del Mar de les Filipines i capturant Saipan, Guam i Tinian. Les seves flotes van aïllar els punts forts enemics a les Illes Carolines centrals i orientals, assegurant en una ràpida successió les illes de Peleliu, Angaur i Ulithi. A les Filipines els seus vaixells van aconseguir fer retrocedir els grups de llarg abast de la flota japonesa, en una victòria històrica a la batalla del golf de Leyte del 24 al 26 d'octubre de 1944. L'Almirall Nimitz culminà la seva estratègia amb l'èxit dels desembarcaments a Iwo Jima i Okinawa. A més, Nimitz també ordenà a les Forces Aèries de l'Exèrcit dels Estats Units que minés els ports japonesos i les rutes marítimes per aire amb els B-29 Superfortress en una missió d'èxit anomenada Operació Inanició, que va interrompre seriosament la logística japonesa.
El gener de 1945 Nimitz traslladà el quarter general de la Flota del Pacífic des de Pearl Harbor a Guam per a la resta de la guerra. La Sra. Nimitz restà als Estats Units durant tota la guerra, i no acompanyà al seu marit ni a Hawaii ni a Guam.
El 2 de setembre de 1945, Nimitz signà en nom dels Estats Units l'acta de rendició del Japó, a bord del Missouri a la Bahia de Tokio. El 5 d'octubre de 1945, designat Dia de Nimitz a Washington DC, l'Almirall Nimitz va rebre personalment de mans del President Truman una Estrella d'Or en lloc de la tercera Medalla del Servei Distingit a la Marina, per "l'excepcionalment servei meritori com a Comandant en Cap de la Flota Estatunidenca del Pacífic i de les Àrees de l'Oceà Pacífic entre juny de 1944 i fins a agost de 1945".

### Postguerra
El 26 de novembre de 1945 va ser confirmat en el seu càrrec de Cap d'Operacions Navals pel Senat, i el 15 de desembre de 1945 rellevà a l'Almirall de la Flota Ernest King. Nimitz va assegurar al President que estava disposat a servir com a Cap d'Operacions Navals un màxim de dos anys. Amb la seva eficàcia característica, abordà la tasca de reduir la Marina de guerra més poderosa del món en una fracció del que havia estat durant la guerra, alhora que establia i supervisava les flotes actives i de reserva amb la força i capacitació necessàries per a donar suport a la política nacional.
Durant el judici de postguerra al que va ser sotmès el Gran Almirall Karl Dönitz a Nuremberg, l'Almirall Nimitz envià una declaració jurada donant suport a la pràctica de la guerra submarina sense restriccions, pràctica que ell mateix havia fet servir al Pacífic. Es creu que aquesta prova és el motiu pel qual Dönitz només va ser sentenciat a 10 anys d'empresonament. Després que Dönitz fos alliberat, Nimitz l'anà a visitar.

### Inactivitat com a Almirall de la Flota
El 26 de novembre de 1945 es retirà com a Cap d'Operacions Navals. No obstant això, com que el càrrec d'Almirall de la Flota és un càrrec vitalici, seguí apareixent com a membre del servei actiu fins a la resta dels seus dies, rebent el mateix sou i els mateixos avantatges. Es traslladà amb la seva esposa a Berkeley, Califòrnia, per viure a un lloc reservat. El 1964 va patir una caiguda seriosa, i la seva esposa el portà d'urgència a les instal·lacions de la Marina a l'illa de Yerba Buena, a la baia de San Francisco.
A San Francisco desenvolupà tasques (especialment de tipus cerimonial), com a ajudant especial de la Secretaria de la Marina a la Frontera Occidental. Després de la Segona Guerra Mundial col·laborà en les negociacions de pau amb el Japó, tot i haver tingut una gran influència en la seva destrucció, ajudant a augmentar els fons per a la restauració del vaixell de guerra Mikasa, nau insígnia de l'Almirall Heihachiro Togo a la batalla de Tsushima el 1905. També va ser proposat com a enviat especial de l'ONU per a col·laborar en la mediació del Caixmir donat el deteriorament de les relacions entre l'Índia i el Pakistan, però la missió no tingué lloc.
Nimitz també serví com a rector de la Universitat de Califòrnia entre 1948 i 1956, en la que havia donat classes de ciència naval del programa NROTC. El 17 d'octubre de 1964 va ser honorat a la universitat amb el "Dia de Nimitz".
Nimitz procurà no beneficiar-se mai de la guerra, rebutjant fins i tot escriure la seva autobiografia (entre altres lucratives ofertes), car creia que no s'havia de treure benefici d'un fet que provocà la mort de milers d'estatunidencs. També rebutjà una oferta per treballar com a constructor de motors dièsel, que li atorgava uns emoluments 8 vegades majors que la seva jubilació naval, però ho rebutjà perquè havia de rebutjar al seu càrrec d'Almirall de la Flota.

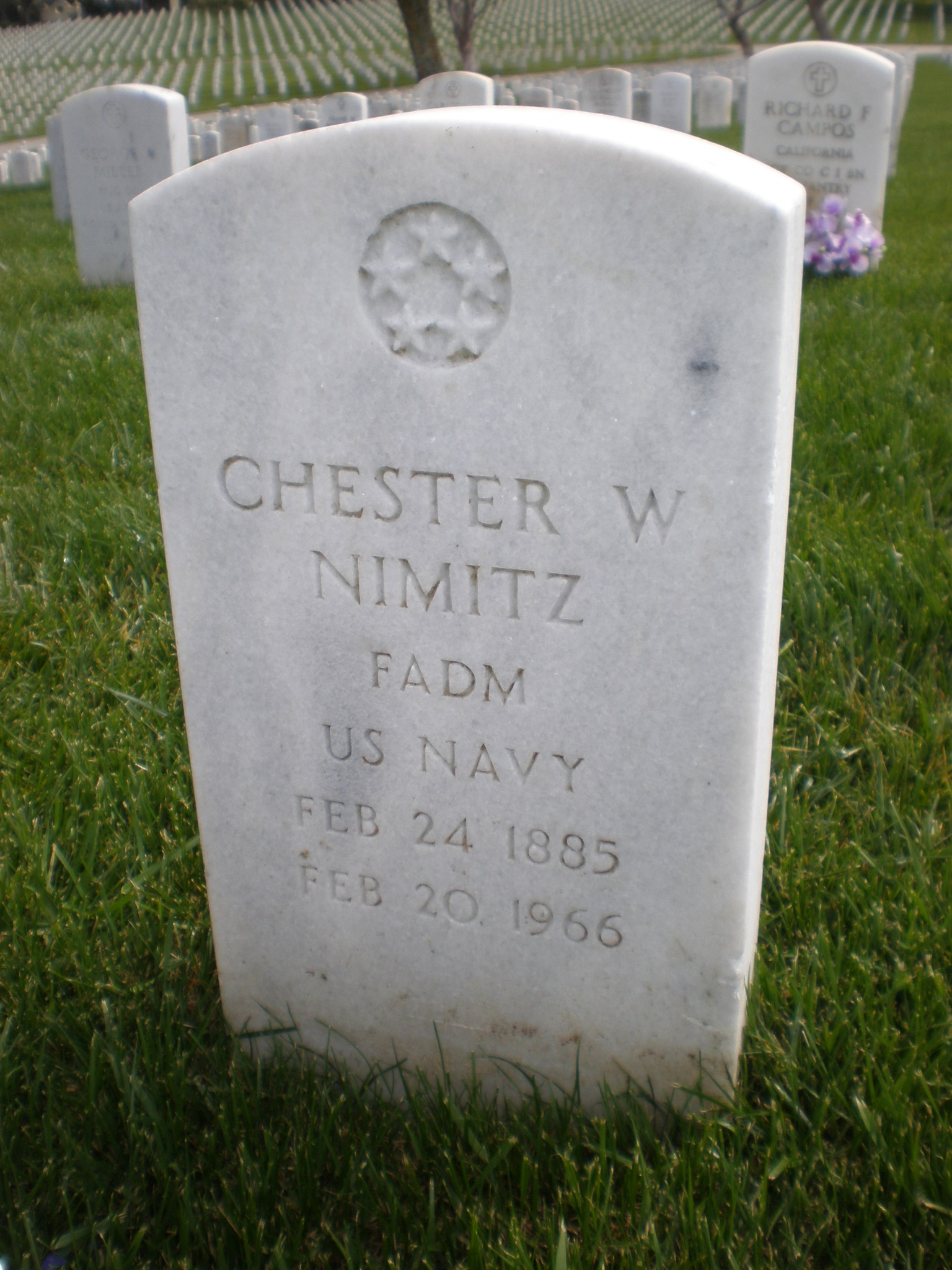
Làpida de la tomba de Nimitz al Cementiri Nacional Golden Gate de San Bru

Nimitz patí un infart complicat amb una pneumònia a finals de 1965. El gener de 1966, quan els metges ja podien fer ben poc per ell, decidí abandonar l'Hospital Naval dels Estats Units d'Oakland per tornar a casa seva a la caserna naval. Va morir la tarda del 20 de febrer de 1966, sent enterrat al Cementiri Nacional Golden Gate de San Bru 24 de febrer de 1966, dia en què hagués complert 81 anys.
Va ser un líder popular i respectat pels seus homes.
El 1975 es botà el portaavions USS Nimitz (encara en servei), el primer de 10 superportaavions nuclears de la seva classe.

## Dates de promoció
Guardiamarina – gener de 1905
 Alferes - 7 de gener de 1907
 Tinent - 31 de gener de 1910 (mai no exercí de Tinent Junior, car va ser ascendit a Tinent després de 3 anys com a Alferes. Per motius administratius, al seu expedient naval figuren ambdues promocions el mateix dia)
 Tinent comandant - 29 d'agost de 1916
 Comandant - 1 de febrer de 1918
 Capità - 2 de juny de 1927
 Contraalmirall - 23 de juny de 1938 (en el moment de ser ascendit a Almirall, la Marina decidí no donar-li una estrella, sinó que dues)
 Almirall - 31 de desembre de 1941 (A petició del Congrés, saltà directament de Contraalmirall a Almirall de 4 estrelles.)
 Almirall de la Flota - 19 de desembre de 1944 (temporal); 13 de maig de 1946 (rang permanent)

## Condecoracions

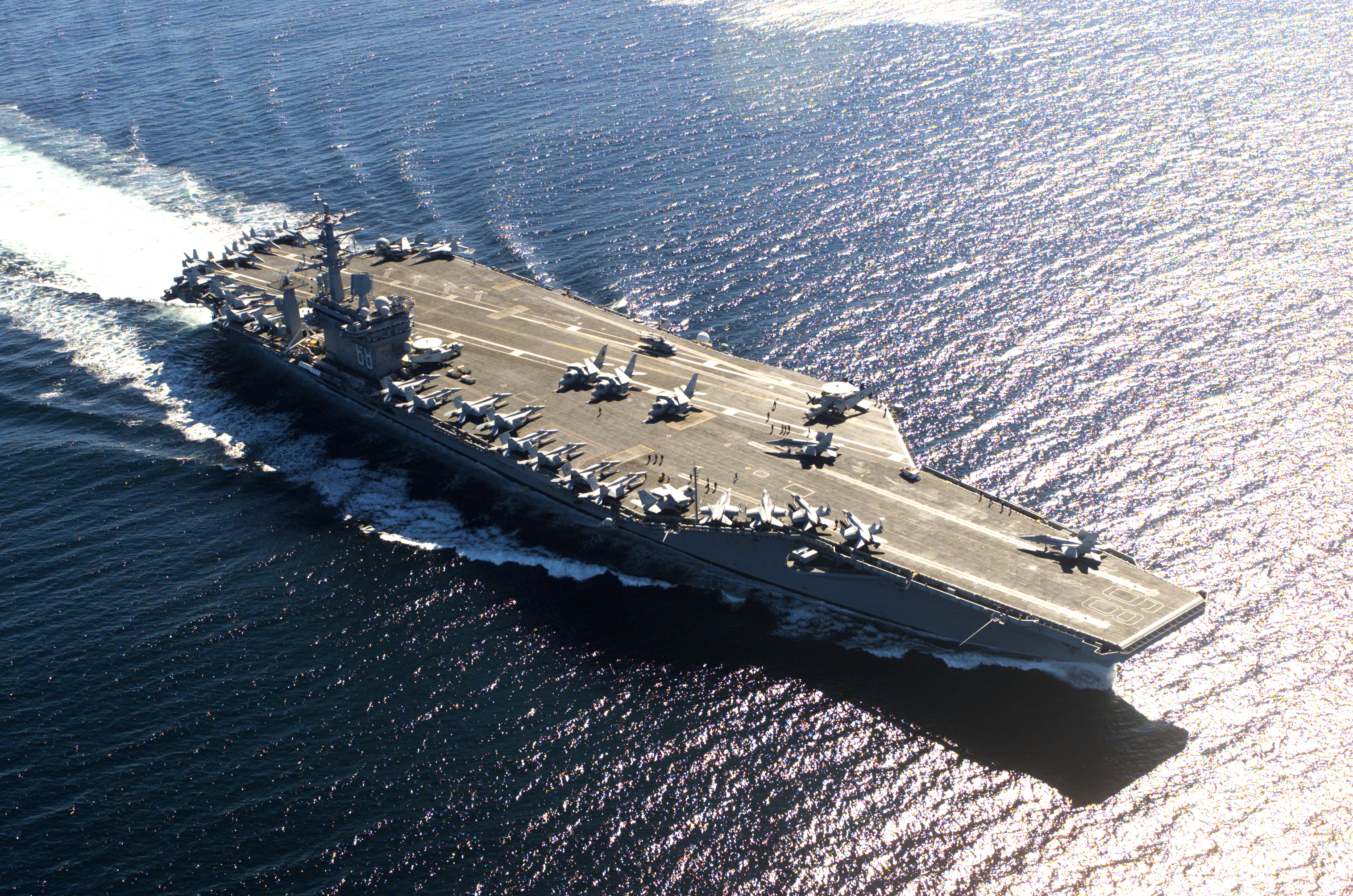
El USS Nimitz

- Medalla del Servei Distingit a la Marina amb 3 estrelles d'or
- Medalla del Servei Distingit a l'Exèrcit
- Medalla per Salvar Vides de Plata
- Medalla de la Victòria a la I Guerra Mundial amb Barra "Escorta" i Estrella de Lloança de la Marina
- Medalla del Servei de Defensa Americana
- Medalla de la Campanya Asiàtica-Pacífica
- Medalla de la Victòria a la II Guerra Mundial
- Medalla del Servei a la Defensa Nacional amb una estrella de servei
- Gran Creu de l'Orde del Bany (Regne Unit)
- Estrella del Pacífic (Regne Unit)
- Gran oficial de la Legió d'Honor (França)
- Gran Creu de Cavaller amb Espases de l'Orde d'Orange-Nassau (Holanda)
- Medalla al Valor (Filipines)
- Medalla de l'Alliberament amb una estrella de servei (Filipines)
- Gran Creu de l'Orde de Jordi I (Grècia)
- Gran Cordó de Pao Ting de Classe Especial (Xina)
- Creu del Mèrit Militar de 1a classe (Guatemala)
- Gran Creu de l'Orde de Carlos Manuel de Cespedes (Cuba)
- Orde de l'Alliberador San Martín (Argentina)
- Estrella de 1a classe de l'Orde d'Abdon Calderon

 Gran Creu de l'Orde de la Corona amb Palma (Bèlgica)
- Creu de Guerra amb Palma (Bèlgica)
- Gran Creu de Cavaller de l'Orde Militar d'Itàlia
- Orde del Mèrit Naval (Brasil)